# Sara Garif kysy Sadyjkowa

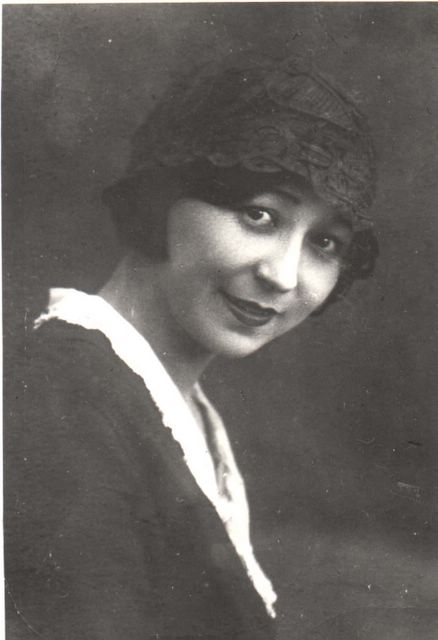
Sara Sadyjkowa (1924)

Sara Garif kysy Sadyjkowa (tatarisch Сара Гариф кызы Садыйкова, wiss. Transliteration Sara Garif kyzy Sadyjkova, russisch Сара Гарифовна Садыкова Sara Garifowna Sadykowa; geboren am 1. November 1906 in Kasan, Gouvernement Kasan, Russisches Kaiserreich; gestorben am 7. Juni 1986 in Kasan, Tatarische ASSR, Sowjetunion) war eine sowjetische Sängerin (Koloratursopran) und Komponistin tatarischer Herkunft. Im Jahr 1977 wurde sie als Volkskünstlerin der Republik Tatarstan ausgezeichnet.

## Leben
Bibissara Sadyjkowa wurde am 1. November 1906 in Kasan geboren. Ihren orientalischen Vornamen Bibissara (Бибисара) verkürzte sie zu Beginn ihrer Karriere auf Sara. Nach dem Besuch der sehr guten Mädchenschule Faticha Aitowas studierte Sadyjkowa an der Pädagogischen Hochschule, wo man auf ihr musikalisches Talent aaufmerksam wurde. Bereits während ihres Studiums begann sie, ihr musikalisches Talent zu zeigen. Bei einer Wohltätigkeitsaufführung debütierte sie als Schauspielerin und Sängerin. Ihr Lehrer, der Komponist Sultan Gabjaschi (Soltan Gabәschi, 1891–1942), empfahl sie zu einem Studium in Moskau.
Am Moskauer Konservatorium (seit 1940 Tschaikowski-Konservatorium) studierte Sadyjkowa von 1922 bis 1928 Gesang. Von 1930 bis 1934 gehörte sie zum Ensemble des Tatarischen Akademischen Theaters (ТГАТ, heute auch Galiasgar-Kamal-Theater). Anschließend absolvierte sie am Moskauer Konservatorium das Atelier der Tatarischen Oper. Von 1934 bis 1948 war Sadyjkowa Solistin der Tatarischen Staatsoper in Kasan.
Sadyjkowa war sehr beliebt als Konzertsängerin, da sie ihr Schauspiel- und Gesangstalent harmonisch vereinte. Sie hatte eine schöne Stimme, die sich „durch ein weiches, farbenfrohes Timbre, Wärme, Reinheit und Leichtigkeit des Klangs sowie eine Vielzahl von Farbtönen auszeichnete“. Ihre Darstellungen waren „geprägt von emotionaler Offenheit, Lyrik, Aufrichtigkeit und Charme“. Sadyjkowa führte den Koloraturgesang in Tatarstan ein. Ihr Beitrag zur Entwicklung der beruflichen Gesangsdarbietung der autonomen Republik war bedeutend.
Auftakt ihrer Tätigkeit als Komponistin war 1942 der Tango «Ожидание» (Warten). Sadyjkowa stand in der musikalischen Tradition von Salich Saidaschew und führte Tango und Foxtrott in die Geschichte der tatarischen Musik ein. Während ihrer kreativen Zeit komponierte Sadyjkowa etwa vierhundert Lieder, Musik für dreißig Aufführungen, viele Instrumentalwerke und schrieb zwei musikalische Komödien. Der Union der Komponisten gehörte sie seit 1982 an.
Sara Sadyjkowa starb am 7. Juni 1986 in ihrer Heimatstadt, wo sie auf dem tatarischen Friedhof beigesetzt wurde. Ihr erster Ehemann Gasis Aidarski (1898–1933) baute das tatarische „Arbeitertheater“ auf. Die Tochter Älfija Aidarskaja (Әлфия Айдарская, * 1925) war Tänzerin.

## Auszeichnungen
Sadyjkowas Verdienste um die Kunst wurden 1939 mit dem Titel Verdiente Künstlerin der Tatarischen ASSR (1939) gewürdigt. Im Jahr 1977 wurde sie als Volkskünstlerin der Republik Tatarstan und 1984 als Verdiente Künstlerin der Russischen Sozialistischen Föderativen Sowjetrepublik ausgezeichnet.
Der Staatliche Gabdulla-Tukaj-Preis Tatarstans wurde ihr 1990 postum verliehen.